# Wolfram Dahms
Wolfram Dahms (* 4. September 1938 in Hamburg) ist ein deutscher Architekt und Hochschullehrer in Bremen.

## Biografie

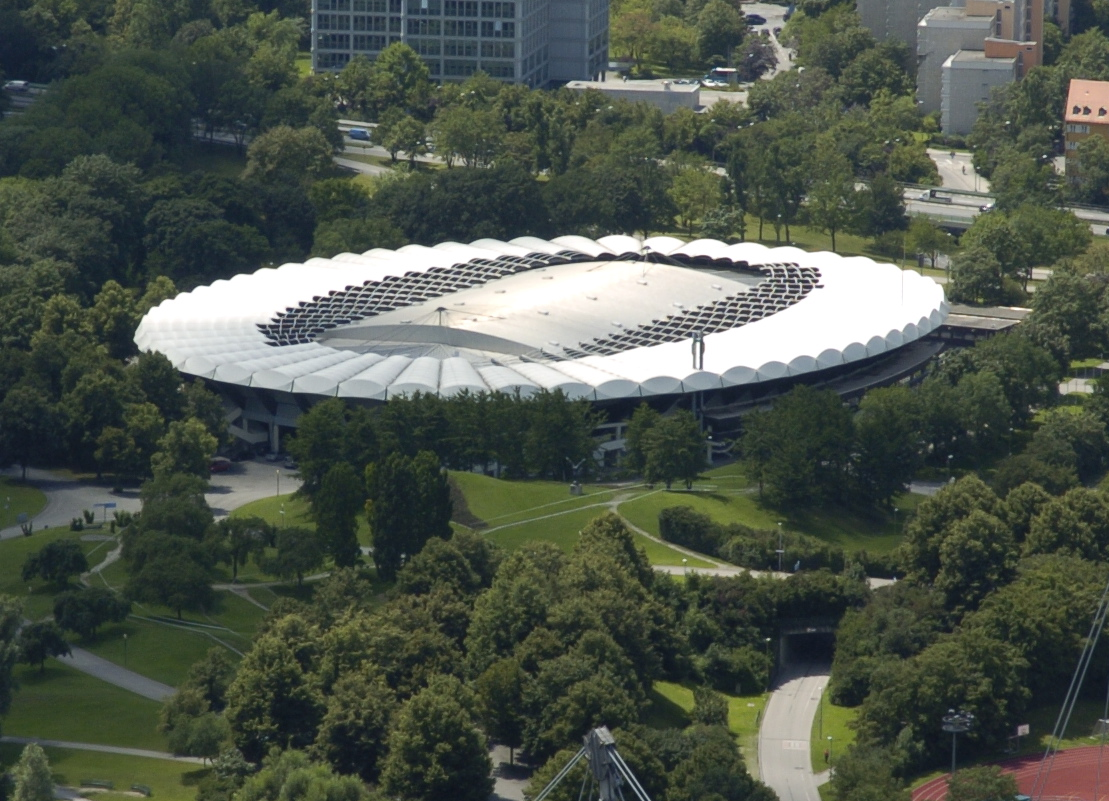
Radstadion im Olympiapark München

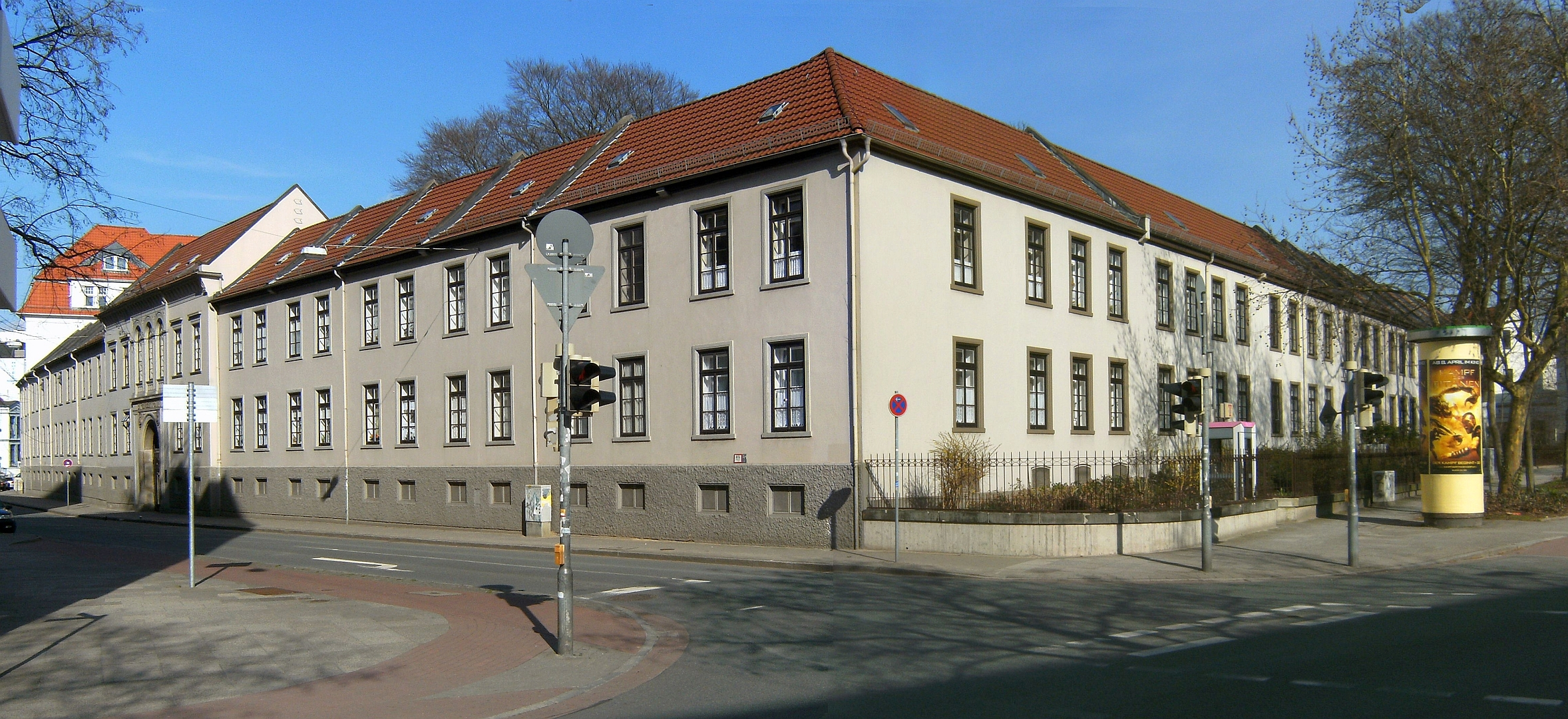
St.-Remberti-Stift Ecke Rembertistraße und ehemaliger Rembertikirchhof

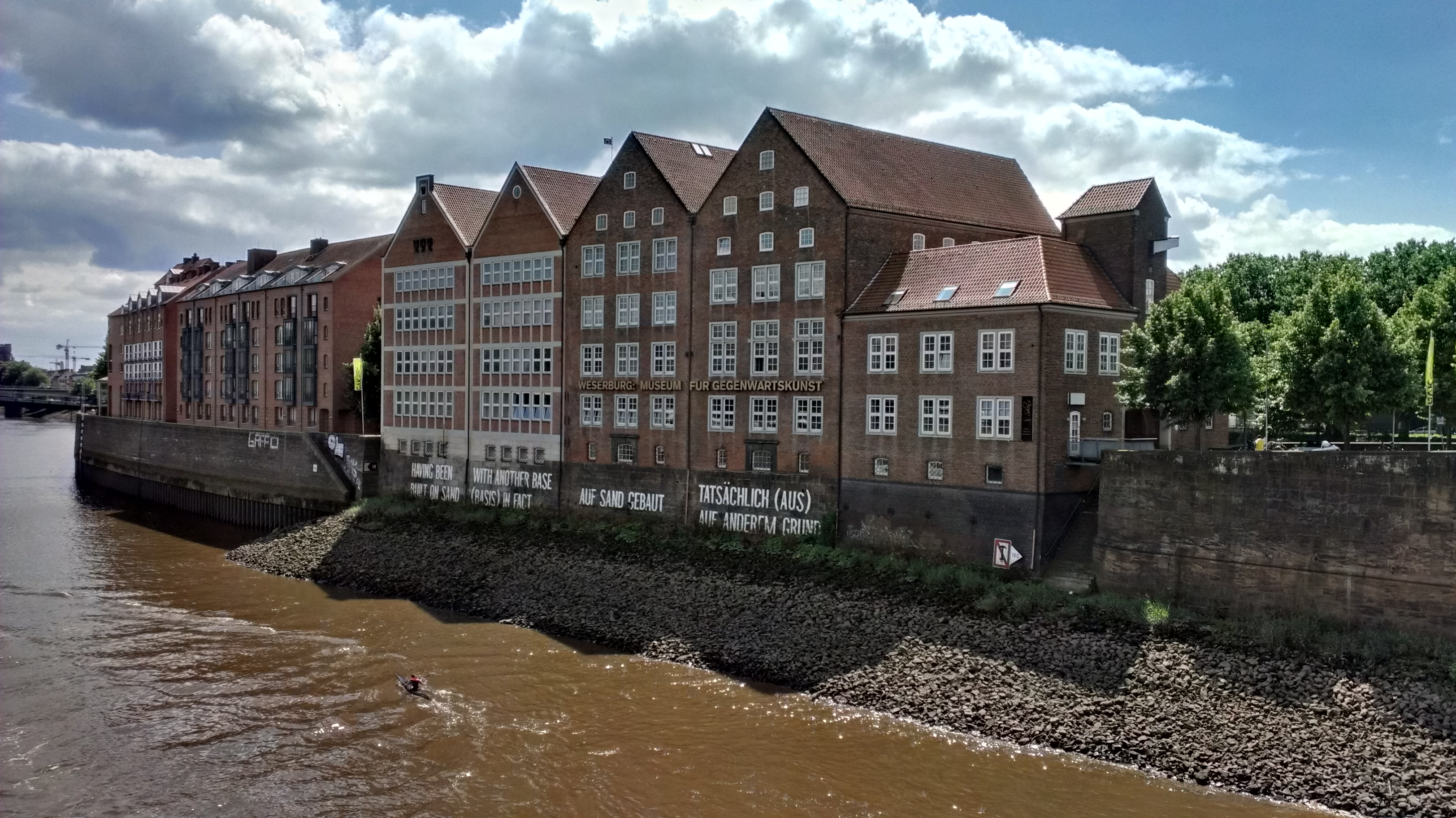
Weserburg Museum für moderne Kunst

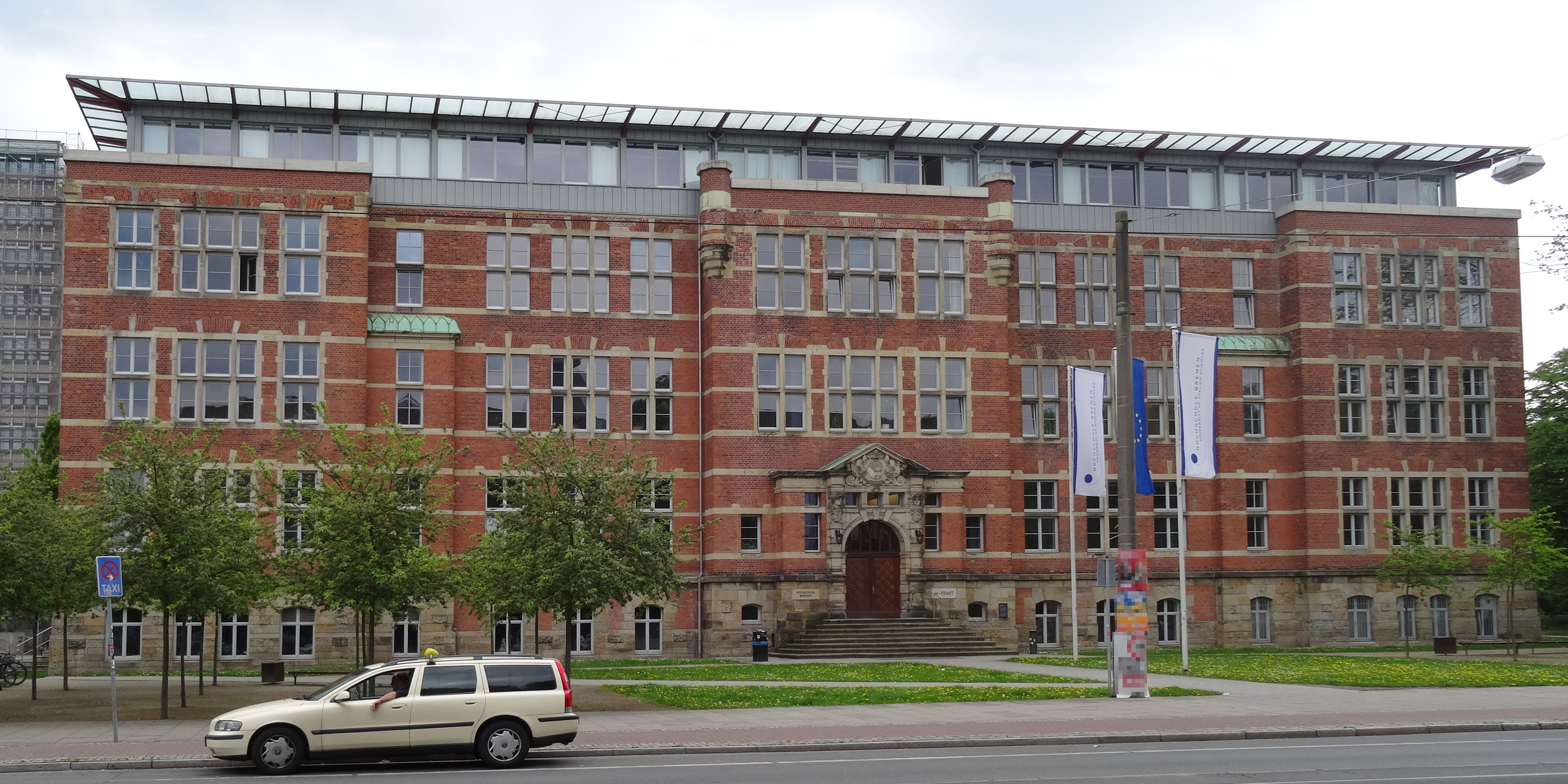
Hochschule Bremen, M-Trakt, 2002

Dahms ist der dritte Sohn von vier Kindern des Hamburger Lehrerehepaars Dahms. Während des Zweiten Weltkrieges verlor er seinen Vater. Er war mit seinen Geschwistern in das Erzgebirge evakuiert worden. 1947 floh die Familie zurück nach Hamburg.
Nach dem Abitur in Hamburg studierte er von 1957 bis 1964 Architektur an der Universität Braunschweig. Nach dem Diplomabschluss bei Dieter Oesterlen arbeitete er am Lehrstuhl für Gebäudelehre und Entwerfen von Professor Zdengo Strizic, einem Architekten der Braunschweiger Schule, als wissenschaftlicher Assistent. Anschließend ließ er sich als Regierungsbaumeister in Stuttgart ausbilden. Während dieser Ausbildung assistierte er am Institut für Innenraumgestaltung und Entwerfen der Universität Stuttgart bei Professor Rolf Gutbrod. 1970 wurde er Regierungsrat in Baden-Württemberg. Hier plante er bei der Hochbauverwaltung unter Horst Linde.
1973 wurde er Hochschullehrer am Fachbereich Architektur (später School of Architecture) der Hochschule Bremen. Er richtete das Labor für Gebäudelehre und Entwerfen im Fachbereich Architektur ein und lehrte bis 2003 Bau- und Raumgestaltung, Konstruktionsplanung im Innenausbau und Entwerfen.
Zu der Reform der Studiengänge wurden von ihm Aufgaben wahrgenommen in der Fachkommission I zur Entwicklung eines integrierten Studienganges Städtebau und Verkehrsplanung mit Orts-, Regional- und Landesplanung für eine Gesamthochschule Bremen und in der Clearingstelle zur Planung eines Aufbaustudiums der Architektur an der Hochschule für Kunst und Musik Bremen.

An der Hochschule Bremen forschte er auf den Gebieten des Wohnungs- und des Hochschulbaus.
Zudem war Dahms als freischaffender Architekt tätig, ab 1994 in Bürogemeinschaft mit dem Architekten Frank Sieber. Er bearbeitete mit seinem Architekturbüro Aufgaben zum Wohnungsbau, Schulbau, Hochschulbau, Museumsbau und Städtebau. Hier sind die Aufstockung des M-Traktes der Hochschule Bremen und die Bereichsbibliotheken im Innenhof bedeutsam. Die moderne Fassade dieses Geschosses in Glas und grauen Brüstungselementen sowie das transparente Überdach stehen dabei im Kontrast zur historischen Fassade.

Er nahm erfolgreich an vielen Ideenwettbewerben für bauliche und städtebauliche Maßnahmen teil und fertigte eine Reihe von Gutachten und Kataloge.
Dahms ist mit der Künstlerin Irmgard Dahms verheiratet; beide haben zwei Kinder.

## Werke

### Bauten
- Im Hochbauamt Stuttgart 1:		
  - 1968/70: Württembergische Landesbibliothek in Stuttgart, Außenbereiche
  - 1970/73: Justizzentrum in Stuttgart, Saalkomplex
- 1970/72: Olympia-Radstadion (München) und S-Bahnhof auf dem Olympiapark (München) in der Arge BDGHKL[1]
- 1974/85: Remberti-Stift Bremen, Wettbewerb, Sanierung und Umbau[2]
- 1983: Arbeiter-Samariter-Bund: Landesgeschäftsstelle Bremen[3]
- 1986: Arbeiter-Samariter-Bund: Zivildienstschule Ritterhude
- 1988: Gruppenselbsthilfe im Wohnungsbau in Bremen – Walle
- 1988: Hörsaalgebäude der Universität Bremen
- 1991: Umbau der Weserburg in das Weserburg Museum für moderne Kunst
- 1994: Mehrfamilienhaus in Bremen – Schwachhausen, Parkallee 113
- 1995: Galerie Rabus, Plantage 13, Umbau, Bremen – Findorff
- 1996: Museum Pfalzgalerie Kaiserslautern, Umbau und Modernisierung
- 1998: Frühere Freie Waldorfschule, Erweiterungsbau Bremen – Sebaldsbrück, Parsevalstraße 2
- 1998: Tobiasschule Bremen – Oberneuland, Rockwinkeler Landstraße 41/43, Erweiterungsbau
- 1998: Kunsthalle Bremen, Umbau und Modernisierung
- 1998: Gut Landruhe im Mencke – Park in Horn-Lehe, Am Rüten 2–4: Sanierung und Modernisierung von Landhaus, Orangerie und Hofmeierhaus[4]
- 1998: Einfamilienhaus, Bremen – Oberneuland, Marwedeweg 48
- 1997–2010: Kunst- und Ausstellungshalle der Bundesrepublik Deutschland: Diverse Maßnahmen in den Ausstellungsbereichen
- 2000–2002: M-Trakt der Hochschule Bremen: Aufstockung und im Innenhof Fachbibliothek für Technik und Sozialwesen
- 2002: Designlabor Bremerhaven, Geestemünde – An der Geeste 25
- 2005: Norddeutsche Mission, Umbau der Geschäftsstelle Bremen im Pfarrhaus Horn, Horn-Lehe, Berckstraße 27
- 2017: Gemeindehaus Luisental 27 in Horn-Lehe, Umbau und Erweiterung
- Sowie diverse weitere Umbauten und Sanierungen in Bremen und auch in Leipzig; oft bei denkmalgeschützten Bauten

### Veröffentlichungen
- Wohngruppe als Lebensraum: Ordnungsprinzipien von verdichteten Siedlungsstrukturen. Bauverlag Wiesbaden, Berlin 1986, ISBN 3-7625-2362-2.
- Wohnbauten. Hochschule Bremen, Fachbereich Architektur mit der TU Braunschweig, Prof. Z. Strizic, 1978 – 1980.
- Gruppenselbsthilfe im Wohnungsneubau in Bremen-Walle; Untersuchungs-Bericht. Hochschule Bremen, Fachbereich Architektur, Bremen 1986.[5]
- Integrierte Hochschul- und Stadtentwicklung in der Bremer Neustadt, Teil 1–3. Hochschule Bremen, Fachbereich Architektur, Bremen 2002.
- Integrierte Hochschul- und Stadtentwicklung in der Bremer Neustadt, Teil 4 und 5 Masterplan. Hochschule Bremen, Fachbereich Architektur, Bremen 2004.
- Das neue Museum Weserburg Bremen, Sammlerkonzepte zeitgenössischer Kunst. Broschüre des Senats der Freien Hansestadt Bremen zur Eröffnung 1991.
- Markanter kultureller Anziehungspunkt, das neue Museum Weserburg. Architektur und Wirtschaft ISSN 0178-5133.
- Neues Museum Weserburg Bremen in Räume für Kunst, Europäische Museumsarchitektur der Neunziger Jahre:
  - Stadtgeschichtliches Museum Leipzig 1992,
  - Kunst- und Ausstellungshalle der Bundesrepublik Deutschland, Bonn 1992/93,
  - Räume für Kunst, Museumsmodelle. Neue Galerie am Landesmuseum Joanneum Graz 1993,
  - Groninger Museum, Groningen 1993,
  - Räume für Kunst, Europäische Museumsarchitektur der Gegenwart. Kestner-Gesellschaft, Hannover 1993.
- Nuevo Museo del Weserburg Brema. In: Progetti, Architetture sovraposte, Seiten 42–45, Electra Milano 1992.
- Raumgestaltung. Hochschule Bremen, Fachbereich Architektur 1998.
- Die neue Kunsthalle: Den bildenden Künsten geweiht, 150 Jahre Kunsthalle Bremen, S. 79 – 86. Aschenbeck und Holstein Verlag, Delmenhorst 1998, ISBN 3-932292-09-X.

## Ausstellungen
- Galerie Rabus Bremen 1998: Konzepte, Projekte, Modelle der Architekten Wolfram Dahms und Frank Sieber.
- Räume für Kunst 1992 – 1993: Ausstellungsbeteiligung mit dem Neuen Museum Weserburg Bremen in Prato, Leipzig, Bonn, Graz, Groningen und Hannover.
- Kunst- und Ausstellungshalle der Bundesrepublik Deutschland: Ausstellungsarchitektur für Kunsthalle Bremen zu Gast in Bonn 1997, für das Museu National de Antigua Lissabon 1999, für Deutsche Fotographie: Macht eines Mediums 1870 – 1970, für Berliner Galerie zu Gast in Bonn: Kunst im Aufbruch, 1998 / 99.
- Deutsches Architekturmuseum Frankfurt 2000: Neues Leben in alten Gebäuden, Umbau und Sanierung der Weserburg Bremen

## Auszeichnungen
- BDA – Bremen 1983: Preis für Umbau und Sanierung des St. Remberti – Stiftes
- BDA – Bremen 1998: Anerkennung für den Umbau und die Sanierung der Kunsthalle Bremen
- Deutsche Bank – Preis 2000: Neues Leben in alten Gebäuden: Umbau und Sanierung der Weserburg Bremen
- Bundesminister für Raumordnung, Bauwesen und Städtebau 1979 – 1980: Anerkennung für das Wohnen in städtebaulicher Verdichtung, Gruppenselbsthilfe im Wohnungsneubau in Bremen-Walle